# Wydawnictwo Uniwersytetu Muzycznego Fryderyka Chopina – Chopin University Press
Wydawnictwo Uniwersytetu Muzycznego Fryderyka Chopina (UMFC) – Chopin University Press (CUP) – polskie muzyczne wydawnictwo uczelniane, prezentujące dorobek uniwersytetu oraz wyniki naukowo-badawczych dociekań i twórczych kreacji artystycznych.  

## O wydawnictwie

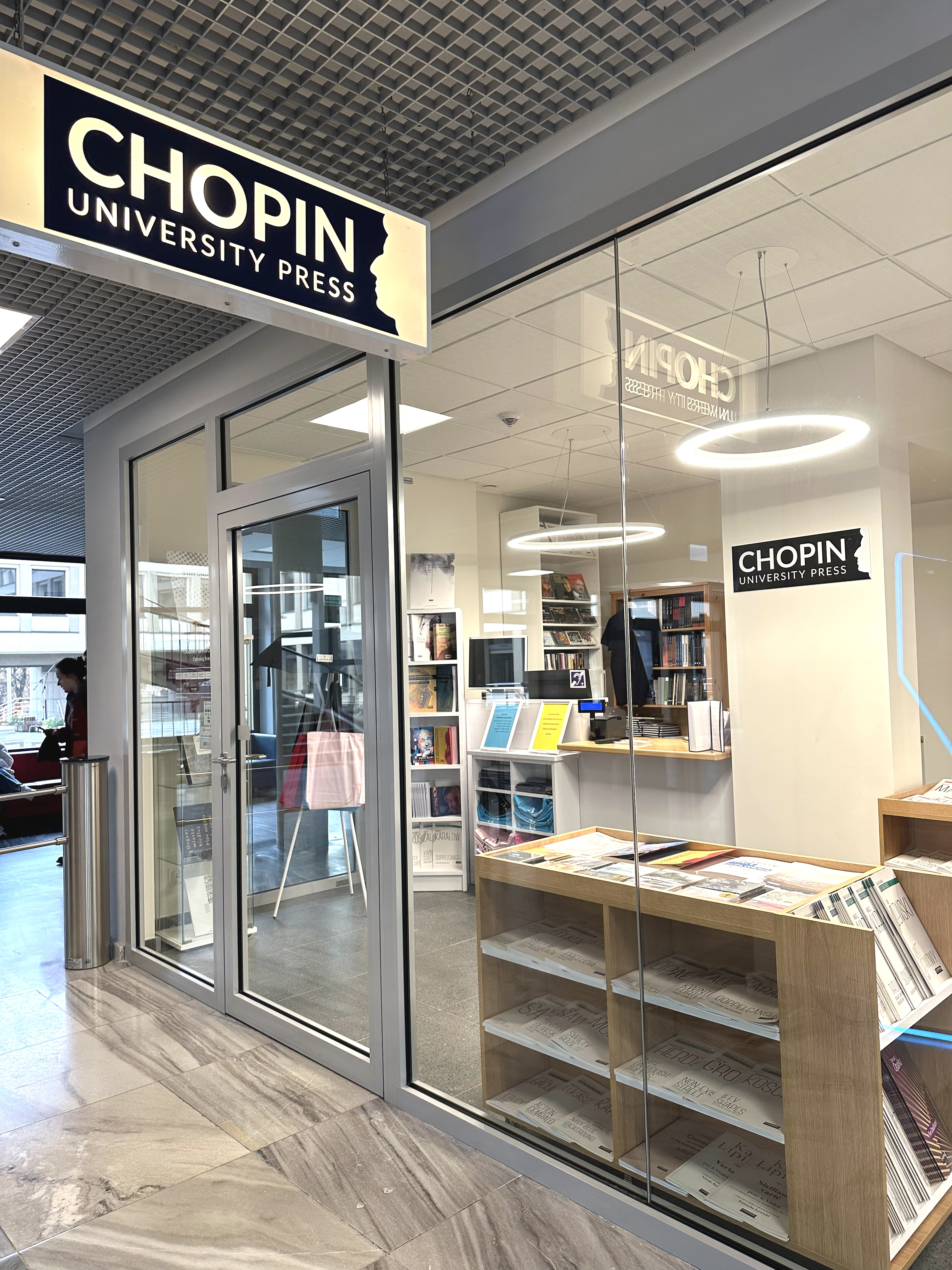
Księgarnia Chopin University Press

Dział Wydawnictw UMFC jest ogólnouczelnianą jednostką organizacyjną Uniwersytetu Muzycznego. Wydawnictwem kieruje redaktor naczelny powoływany przez rektora. Koncepcje wydawnicze realizowane w ramach naukowych projektów badawczych opiniowane są przez Radę Naukową UMFC kierowaną przez prorektora ds. nauki; realizowane są również zadania mieszczące się w obszarze Ministerstwa Kultury i Dziedzictwa Narodowego.
Wydawane są monografie, prace zbiorowe, serie tematyczne (ewoluujące w kierunku czasopism naukowych), podręczniki, a także nuty i fonogramy (płyty CD i DVD) skoncentrowane wokół rejestrowania i upowszechniania najbardziej wartościowych zjawisk i obszarów poszukiwań artystycznych, nietuzinkowych interpretacji wykonawczych oraz prezentacji cennych zabytków muzycznych. Priorytetowo traktowane są propozycje eksponujące rodzimą twórczość – zarówno nowo powstającą, jak i zapomnianą. Autorami publikacji są przede wszystkim pracownicy naukowi uczelni, ale także przedstawiciele nauki z innych ośrodków w Polsce i za granicą.
W zakresie wydawnictw książkowych rocznie ukazuje się kilkanaście tytułów. W sferze zagadnień naukowo-badawczych znajdują się: edukacja muzyczna w Polsce; dzieła kompozytorów i wykonawców muzyki dawnej i współczesnej; recepcja i percepcja muzyki; percepcja barwy, wysokości i głośności dźwięku; pamięć słuchowa; analiza głosu ludzkiego i narządu oddechowego; psychometria i psychodiagnostyka muzyczna; nowoczesne środki generowania i transmisji dźwięku; rozwój zawodowy nauczycieli muzyki; rozwój muzyczny człowieka w skali całego życia; zagadnienia interdyscyplinarne. Książki wydane przez CUP dwukrotnie były nominowane w konkursie Polskiego Towarzystwa Wydawców Książek „Najpiękniejsze Książki Roku” (2015 i 2018), album Ignacy Jan Paderewski Rękopisy muzyczne zdobył wyróżnienie w konkursie Edycja 2017/2018 na książkę edytorsko doskonałą.
Równie intensywnie pomnażany jest katalog partytur. Do roku 2016 nuty ukazywały się okazjonalnie, obecnie wydawane są regularnie. Dorobek kompozytorski (współczesny i dawny) został ujęty przede wszystkim w serie wydawnicze: chóralną, kameralną oraz solową. Niezależnie publikowane są także partytury orkiestrowe oraz wydania źródłowo-krytyczne dzieł dawnych.
Od 2017 r. nakładem Chopin University Press ukazują się także niezależne płyty CD i DVD, które w latach 2019–2024 zdobyły 12 Fryderyków oraz 35 nominacji w niemal wszystkich kategoriach sekcji muzyki poważnej. Kilkadziesiąt albumów CD Chopin University Press z muzyką polską i zagraniczną jest dostępnych w serwisach streamingowych (Spotify, Apple Music, Tidal, Naxos Music Library, Souncloud, Deezer, iTunes, Amazon, YouTube i in.). Płyty CUP są dystrybuowane w Polsce, w krajach europejskich (Niemcy, Austria, Francja, Wielka Brytania i in.) oraz w Japonii.
W latach 2022–2023 publikacje wydane przez Chopin University Press zdobyły nagrody Międzynarodowego Konkursu „Muzyczne Orły”: trzy statuetki, sześć złotych dyplomów, pięć srebrnych i trzy brązowe.
W 2017 r., w budynku UMFC, została utworzona uczelniana księgarnia, w której można nabyć publikacje (książki, płyty i nuty) wydawane przez Chopin University Press.